# محمد عبد الله المانع
محمد عبد الله المانع مترجم ومؤرخ سعودي، عمل مترجماً ورئيساً للمترجمين في الديوان الملكي للملك عبد العزيز آل سعود، وقام بتأليف كتاب (توحيد المملكة العربية السعودية) باللغة الإنجليزية، وهو من أجمل وأدق ما صدر من كتب عن تاريخ المملكة وعن الملك عبد العزيز.

## الولادة والنشأة
ولد المانع في مدينة الزبير في العراق عام 1903 لأسرة تنتمي إلى جلاجل في السعودية لكنها انتقلت للزبير لأسباب اقتصادية، وفي عام 1913 قرر والده الذي كان تاجراً للخيول الانتقال إلى بومباي في الهند ونقل تجارته إليها، فانتقل مع والده إلى هناك.

## التعليم
عاش المانع في بومباي اثنتي عشرة سنة تعلّم خلالها في إحدى المدارس الإنجليزية، وبعد الانتهاء من التعليم الثانوي لم يرغب في دراسة الطب في الجامعة حسب تخطيط والده وفضل العودة إلى الزبير مرة أخرى.

## العمل
- عاد المانع إلى الزبير في عام 1925 وبدأ بالكتابة في صحيفة «بصرة تايمز» قبل أن يصبح أحد كتابها.
- وفي 1926وصل من الزبير إلى مكة المكرمة مقر إقامة الملك عبد العزيز ليعمل مترجماً في الديوان الملكي، ولصبح بعد ذلك رئيساً للمترجمين.
- وعمل بعد ذلك مترجماً في شركة الزيت «أرامكو السعودية».
- ويعد المانع من المؤسسين لثقافة العمل الصحي بالمملكة، كما يعد من المؤسسين لتعليم النساء، إذ أنشأ أول مدرسة للبنات في محافظة الخبر.

## علاقته بالملك عبد العزيز
طلب المانع من رئيس تحرير صحيفة «بصرة تايمز» الموافقة على إجراء حوار مع الوزير عبد الله الدملوجي ومع حافظ وهبه بعد أن علم بأنهما في زيارة للبصرة، وأثناء مقابلة مع الدملوجي عام 1926 أبدى المانع رغبته في العمل مترجماً للملك عبد العزيز، وبعد أسبوعين من طلبه جاءت برقية تفيد بتعيينه مترجماً في الديوان الملكي لابن سعود، وقد بدأ عمله الجديد مترجماً في 26 مايو 1926 (1344هـ) ليعمل مع إبراهيم بن معمر رئيس الديوان الملكي آنذاك في خدمة الملك، ثم أصبح بعد ذلك رئيس المترجمين ومسؤولاً عن ترجمة الرسائل والوثائق من الإنجليزية والأوردية إلى اللغة العربية، ثم قام بعد ذلك بتعيين أخوه عبد العزيز بن مانع مساعداً له. واستمر في هذا العمل مدة تسع سنوات رافق خلالها الملك عبد العزيز آل سعود في كل أسفاره وغزواته، وكان شاهداً في هذه الفترة لحروب الملك وانتصاراته.

## مؤلفات
للمانع كتاب واحد هو (توحيد المملكة العربية السعودية)، ويقول عن في مقدمته عن دافعه لتأليفه: «حينما انتهت خدمتي في الديوان كان لدي الشيء الكثير مما يمكن أن أقوله عن تجاربي الخاصة. كان أصدقائي يحثونني على تأليف كتاب عنها. وظلت فكرة التأليف تراودني، لكني لم أشرع في تنفيذها إلا مؤخراً. ولعل مما دفعني إلى ذلك أن عدداً من أصدقائي الإنجليز أخبروني بأنهم ملوا قراءة الكتب والمقالات التي كتبها عن العرب وجزيرتهم أوروبيون جعلوا من أنفسهم خبراء فيما يكتبون عنه بعد زيارة للجزيرة مدة لا تتجاوز بضعة أسابيع، وأنهم يعتقدون أنه قد آن الأوان ليكتب مواطن عربي كتاباً باللغة الإنجليزية يوضح فيه وجهة النظر العربية حول تاريخ بلاده الحديث. وهكذا بدأت تأليف هذا الكتاب الذي يجعل من توحيد جزيرة العرب موضوعه الأساس، ويروي قصة ابن سعود منذ استيلائه على الرياض سنة 1902 (1319هـ) حتى منتصف الثلاثينات من هذا القرن حينما بدأت ملحمة الزيت».
وقد ترجم الكتاب إلى العربية المؤرخ الدكتور عبد الله الصالح العثيمين.

## الوفاة
توفي عام 1987 عن عمر يناهر 86 عاماً.